# Mewelde Moore
 (février 2010).
Si vous disposez d'ouvrages ou d'articles de référence ou si vous connaissez des sites web de qualité traitant du thème abordé ici, merci de compléter l'article en donnant les références utiles à sa vérifiabilité et en les liant à la section « Notes et références ».
(en) Statistiques sur pro-football-reference
Mewelde Jaem Cadere Moore (24 juillet 1982 à Hammond en Louisiane aux États-Unis - ) est un joueur de football américain des Steelers de Pittsburgh de la National Football League (NFL).
Il joue à la position de running back.